# جواز سفر ميكرونيسيا
جوازات سفر ميكرونيسيا هي وثيقة سفر تصدر من قبل ولايات ميكرونيزيا المتحدة لمواطنيها من أجل تمكينهم من السفر خارج البلاد. ويعتبر الجواز كهوية وطنية لأي مواطن في ميكرونيسيا.

## متطلبات التأشيرة
اعتبارًا من 2 يوليو 2019 كان مواطنو ميكرونيسيا يتمتعون بإمكانية الدخول إلى 119 دولة وإقليم بدون تأشيرة أو تأشيرة عند الوصول، مما جعل جواز السفر الميكرونيزي يحتل المرتبة 49 من حيث حرية السفر وفقًا لمؤشر هينلي لجوازات السفر.
وقعت ميكرونيسيا اتفاقية متبادلة للإعفاء من التأشيرة مع دول منطقة شنغن في 20 سبتمبر 2016.

## تأشيرة الولايات المتحدة
يمكن لحاملي جوازات السفر الميكرونيزية من النموذج I-94 أو النموذج I-94A دخول إلى الولايات المتحدة الأمريكية دون أي متطلبات تأشيرة وفقًا لاتفاق الارتباط الحر بين الولايات المتحدة وولايات ميكرونيسيا المتحدة.

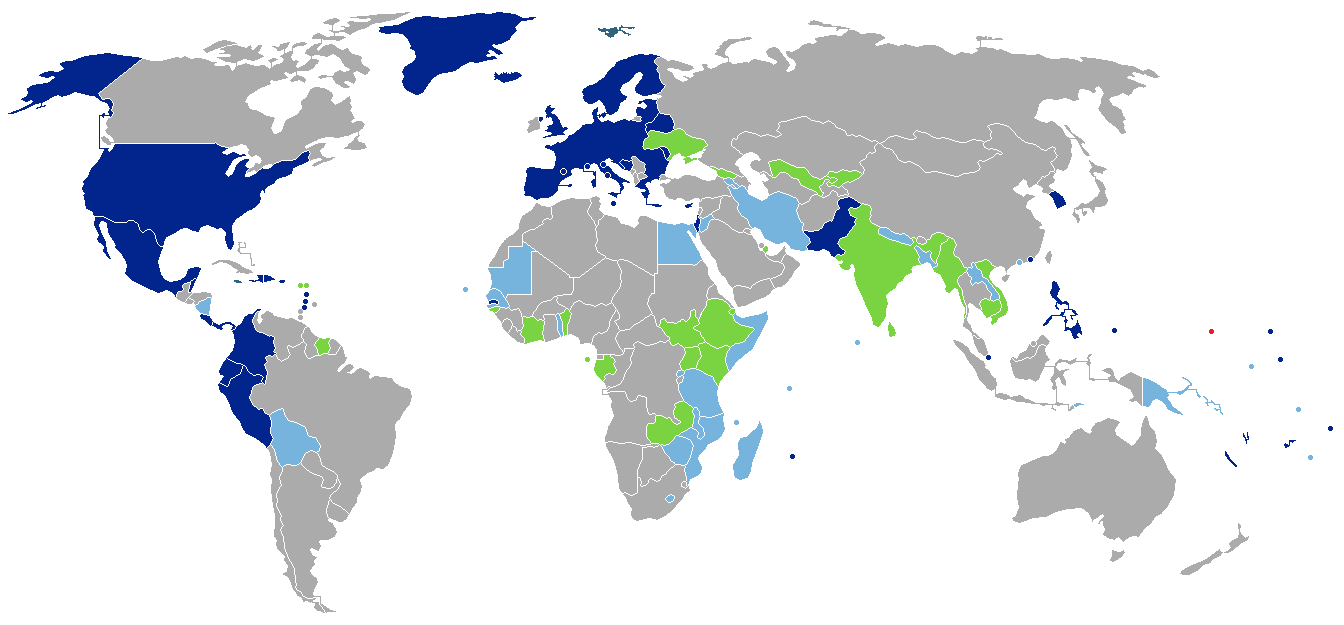
البلدان والأقاليم التي لا تفرض تأشيرة أو تطلب تأشيرة دخول عند الوصول للجهة، لحاملي جواز سفر ميكرونيسيا.

## التاريخ
قبل استقلال ولايات ميكرونيسيا المتحدة، سافر الميكرونيسيون دوليًا بوثائق صادرة عن سلطات الولايات المتحدة لمواطني إقليم الوصاية في المحيط الهادئ. منذ أكتوبر 1959 كانت تسمى هذه الوثائق جوازات سفر إقليم الوصاية ولها أغلفة كستنائية.